# Radio Technical Commission for Aeronautics
La Radio Technical Commission for Aeronautics (RTCA), en español «Comisión Radiotécnica para la Aeronáutica», es una organización estadounidense sin ánimo de lucro con sede en Washington D. C..
Esta organización realiza recomendaciones para la comunicación, navegación y monitoreo de la gestión del tráfico aéreo (CNS/ATM).
La RTCA tiene el carácter de una «comisión federal consultiva». Sus recomendaciones son adoptadas por las autoridades federales estadounidenses (Federal Aviation Administration, FAA), así como por empresas privadas.
La „Software Considerations in Airborne Systems and Equipment Certification“ DO-178B ha sido, por ejemplo, declarada de obligado cumplimiento por la FAA y la Agencia Europea de Seguridad Aérea (EASA) para el desarrollo de software para aviones.
La organización equivalente a la RTCA en Europa es la European Organization for Civil Aviation Equipment, abreviado EUROCAE.
Estas dos organizaciones, EUROCAE y RTCA, trabajan a menudo de forma conjunta. Algunos documentos, por ejemplo el DO-160 (ED-14), que trata sobre las influencias del entorno (ej. rayos), se desarrollan de forma conjunta. El documento DO-160 sirve como requisito mínimo en la industria aeronáutica para la protección de la electrónica frente a la influencia exterior, incluida la compatibilidad electromagnética.